# 二股トンネル
二股隧道（ふたまたずいどう）は、岐阜県加茂郡八百津町南戸の国道418号にあるトンネル。

## 概要
トンネル内は曲がっており、電灯などの照明は無い。トンネル内で全幅・全高が変わる。また、このトンネルの前後は国道418号の通行禁止区間のため近づくのは困難かつ危険である。
木曽川下流に建設中の新丸山ダムの完成により水没する予定である。

### 銘板情報
- 二股隧道（上部）
- 縣道日吉八百津線（右）
- 昭和三十一年五月竣工（左）

## 周辺
- 木曽川
- 深沢峡
- 五月橋
- 旅足橋
- 丸山ダム